# Santiago Lange
Santiago Lange (San Isidro, 22 de septiembre de 1961) es un arquitecto naval y regatista argentino.
Comenzó a destacarse en 1976 al proclamarse campeón nacional de Argentina de la clase Optimist. En 1979 fue tercero en el Campeonato Mundial de Cadet. Posteriormente ganó cuatro campeonatos del mundo absolutos: tres en la clase Snipe (1985, 1993 y 1995) y uno en la clase Tornado (2004). Ganó la medalla de oro olímpica en la categoría Nacra 17 junto a Cecilia Carranza en los Juegos Olímpicos de Río de Janeiro 2016 y dos medallas de bronce en la clase Tornado junto a su compañero de equipo Carlos Espínola en los Juegos Olímpicos de Atenas 2004 y Pekín 2008. Además, obtuvo dos medallas de plata en los Juegos Panamericanos (1983 y 1987), un campeonato del Hemisferio Occidental y Oriente de la clase Snipe, dos campeonatos europeos Europe Gold Cup (1982 y 1983), un subcampeonato (2014) y un tercer puesto (2018) en el campeonato Mundial de Nacra 17, el Trofeo Su Alteza Real Princesa Sofía en 1986 y 1987 y seis campeonatos sudamericanos en diversas clases (MiniTon -1978-, Snipe -1985-, Europa -1989-, Laser -1996- y Tornado -1997, 1999-). 
Lange estudió arquitectura naval en la Universidad de Southampton. Como arquitecto naval es diseñador de los veleros Optimist Lange, que se comenzaron a construir en 1987, ganadores en siete ocasiones de la copa del mundo, cuya producción se realiza en Argentina, Dinamarca y Estados Unidos y de los Snipes Persson-Lange, en Chile.
Junto a su compañera Cecilia, fue abanderado de la delegación argentina en la ceremonia de apertura de los Juegos Olímpicos de Tokio 2020.

## Juegos Olímpicos
Ha participado en seis Juegos Olímpicos (1988, 1996, 2000, 2004, 2008 y 2016), obteniendo medalla de bronce en 2004 y 2008 y medalla de oro en 2016.
- Seúl 1988: Noveno en Soling con Pedro Ferrero y Raúl Lena.
- Atlanta 1996: Noveno en Laser.
- Sídney 2000: Décimo en Tornado con Mariano Parada.
- Atenas 2004: Medalla de bronce en Tornado con Carlos Espínola.
- Pekín 2008: Medalla de bronce en Tornado con Carlos Espínola.
- Río de Janeiro 2016: Medalla de oro en Nacra 17 con Cecilia Carranza Saroli.

## Juegos Panamericanos
- Michigan City 1987: Medalla de plata en Snipe con Miguel Saubidet.
- Mar del Plata 1995: Medalla de plata en Laser.

## Copa América
Participó en la Copa América de 2013 como caña del equipo Artemis Racing.

## Distinciones
- Diploma al Mérito de los Premios Konex 1990, 2000 y 2010
- Regatista Mundial del Año de la ISAF 2016
- Premio Konex de Platino 2020